# دينيس باتريك
دينيس باتريك (بالإنجليزية: Dennis Patrick)‏ (و. 1918 – 2002 م) هو ممثل، وممثل تلفزيوني، من الولايات المتحدة الأمريكية، ولد في فيلادلفيا، بنسيلفانيا، توفي في هوليوود، كاليفورنيا، عن عمر يناهز 84 عاماً.

## جوائز
حصل على جوائز منها:
- جائزة المسرح العالمي (1955).[3]

## وصلات خارجية
- دينيس باتريك على موقع IMDb (الإنجليزية)
- دينيس باتريك على موقع أول موفي (الإنجليزية)
- دينيس باتريك على موقع قاعدة بيانات برودواي على الإنترنت (الإنجليزية)
- دينيس باتريك على موقع قاعدة بيانات الأفلام السويدية (السويدية)
- دينيس باتريك على موقع قاعدة بيانات الفيلم (الإنجليزية)